# Kobylka sága
Kobylka sága (Saga pedo) je velký druh bezkřídlé kobylky s délkou těla až 7 cm, s kladélkem a tykadly je potom dlouhá až 15 cm. Zbarvení je většinou zelené, jižněji se vyskytují jedinci též hnědaví a skvrnití. Kobylka sága je patrně největší středoevropskou kobylkou a v rámci celé Evropy se řadí rovněž mezi největší druhy vůbec. Vzhledem k vzácnému výskytu je v Česku i na Slovensku chráněná. V globálním měřítku ji Mezinárodní svaz ochrany přírody (IUCN) vede jako zranitelnou.

## Rozšíření
Jedná se o takzvaný pontomediteránní druh, který je rozšířený v jižní a jihovýchodní Evropě od Španělska až po Ural a jižní Sibiř. Severní hranice areálu druhu zasahuje Walliské Alpy, okolí Vídně, jižní Moravu a Slovensko.
V Česku byla poprvé zaznamenána počátkem 20. století. Od té doby je k vidění přibližně v pěti lokalitách, z nichž nejkomplexnější je asi vápencové pohoří Pavlovské vrchy (známé jako Pálava), kde bylo po intenzivních průzkumech v NPR Děvín-Kotel-Soutěska a Tabulová v letech 2006–2009 hlášeno 447 nymf a 75 dospělých. Mezi lety 1950–1990 se kobylka sága ukázala také v NPR Pouzdřanská step, PR Kamenný vrch u Kurdějova a v okolí Znojma. Od té doby není na těchto místech evidována, výskyt je tedy nejasný. V České republice je kobylka sága chráněna zákonem jako kriticky ohrožený druh.
Na Slovensku je vzácnější. V letech 2003–2006 bylo navštíveno celkem 36 potenciálních lokalit, z nichž v sedmi byl její výskyt potvrzen (Malé Karpaty – např. Devínská kobyla). Téměř výhradně se pohybovali v xerotemních (suchých) lesních stepích nebo vápencových skřapech, na svazích se sklonem 10–45°, v nízké vegetaci vysoké 10–30 cm a v nadmořské výšce 220–585 metrů. Od okraje lesa (převážně bukového, dubového a habrového) byly vzdáleny přibližně 10 metrů. Maximální hustota jedinců potom byla 12 nymf na 1 km². Na území Slovenska jde o vůbec největší žijící kobylku a taktéž podléhá ochraně.
Šíření ságy je velmi pomalé a její přítomnost na tamních lokalitách dokumentuje, že zde nebo v nejbližším okolí žije od teplého poledového stepního období (Holocén).
V USA byly uměle vysazeny a naposledy spatřeny v letech 1970–1972, kdy výzkumníci napočítali šest exemplářů. Od té doby nebyl zdokumentován žádným spolehlivým orgánem, docházelo pouze k útržkovitým a nepotvrzeným pozorování.

## Fyzické vlastnosti
Kobylka sága je patrně největší středoevropskou kobylkou a v rámci celé Evropy se řadí rovněž mezi největší druhy vůbec. Dorůstá délky až 7 cm (bez kladélka), 12 cm s kladélkem a včetně tykadel je dlouhá až 15 cm. Než doroste takové velikosti, larva ságy (tzv. nymfa) se po vylíhnutí z vajíčka 5–7krát svléká. Postupně tedy projde až sedmi stádii neboli instary.
Má dlouhé válcovité tělo s poměrně velkým hnědě-žlutým kladélkem. Vedle celkového rozměru zaujmou také velké oči, silná tykadla a dlouhé nohy pokryté ostny. První dva páry nohou slouží nejen k pohybu, ale i při lovu kořisti. Zadními končetinami se zase dobře odráží. Ve vegetaci se pohybuje pomalou houpavou chůzí a jen zřídka skáče. Při lovu spoléhá především na svou nehybnost a snaží se splynout s okolím, navzdory své velikosti je i v řídkém porostu velmi dobře maskovaná. Zbarvení je většinou zelené, avšak jižněji se vyskytují jedinci jsou hnědaví a skvrnití. Na bocích, od tykadel po konec zadečku, se ji táhne bílý pruh.

## Biologie a ekologie
Ideálním stanovištěm kobylky ságy jsou xerotermní lokality, prohřáté svahy porostlé množstvím křovin (např. hlohu), prosvětlené listnaté lesy, louky, obilná pole, vinice a případně vápencové skřapy. Pohybují se často v nízké vegetaci (od 10–60 cm vysoké) a v nadmořské výšce okolo 400 metrů (maximálně asi do 1500 m n. m.. a výše se dostanou jen velmi vzácně). Aktivní je za soumraku, v noci i za slunečného parného počasí během dne.

### Potrava a způsob lovu
Běžně loví větší hmyz, jako například koníky a včely, ale dokáže se zmocnit i tak velkého dravce, jakým je kudlanka nábožná (Mantis religiosa). Známe jsou i případy kanibalismu. Při lovu spoléhá na své maskování. Pomalu se ke kořisti připlíží, náhle ji rychle chňapne a přidržuje oběma předními páry nápadně ostnatých nohou. Svou oběť usmrtí několika zakousnutími do hlavy a do krku.

### Přirození nepřátelé a paraziti
Dospělé kobylky se stávají kořistí pro některé druhy ptáků, různé hmyzožravé savce, hlodavce, ještěrky či žáby. Nymfy padají za oběť pavoukům, stonožkám a jiným druhům dravého hmyzu. V jižní části areálu je loví taktéž štíři.
Různá vývojová stádia nymfy bývají infikovány několika vnitřními parazity, například mouchou masařkou obecnou (Sarcophaga carnaria).

### Rozmnožování
Reprodukce probíhá asexuálně, neboť se zdá, že populaci této kobylky tvoří pouze samice. Rozmnožuje se tedy takzvanou partenogenezí. Pomocí dlouhého ostrého kladélka a jeho zabodnutím do půdy naklade kobylka sága 25–80 neobvykle velkých vajíček (11,8 × 3,8 mm). Při okolní teplotě 25–30 °C se za 40–43 dní vylíhnou larvy (nymfy) podobné dospělým, panují-li chladnější podmínky (okolo 20 °C), líhnout se mohou až za 85 dní. Pokud je teplota ještě nižší, vývoj vajíček se razantně zpomalí (tzv. diapauza vajíček) a následkem toho zůstávají pod zemí až 5 let (obvykle 2–3 roky). Nymfy se líhnou zpravidla vždy v květnu. Následný postembryonální vývoj zahrnuje až sedm stádií (instar) a v jeho konečné fázi se z larev stanou kobylky. S nimi se lze setkat zhruba od konce července do října. Dospělá kobylka žije 4–6 měsíců.

## Ohrožení
Ačkoli se druh rozprostírá na poměrně rozlehlém území, jednotlivé populace nejsou kdovíjak početné – nicméně je třeba brát v potaz, že druh je velmi špatně viditelný a výsledky průzkumů mohou posloužit spíše orientačně. Na některých místech může být kobylka sága významně ohrožena, proto je Mezinárodním svazem na ochranu přírody (IUCN) považována za zranitelnou. Největším nebezpečím je jakákoli proměna vhodných stanovišť, ať už obecným ničením (např. pesticidy), vysazováním nevhodných dřevin, přílišným zarůstáním a naopak úplným kosením keřů a trávy.

## Galerie

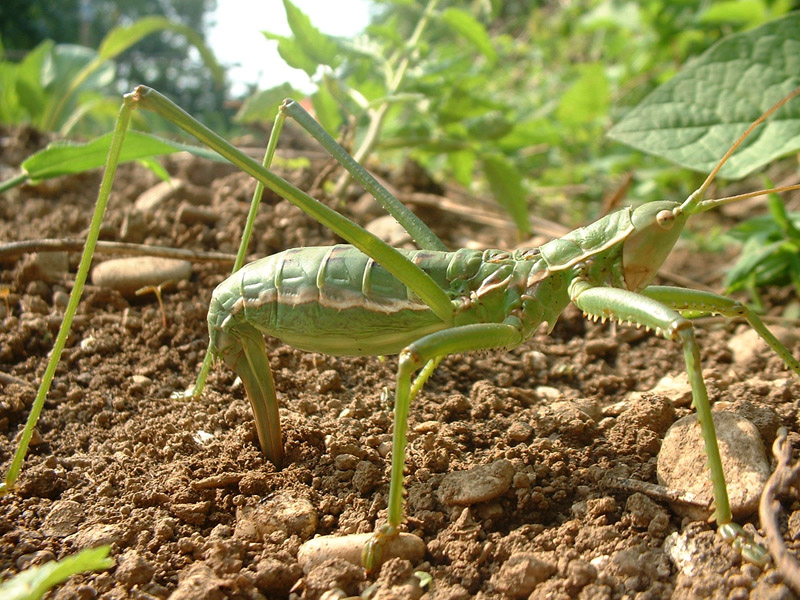
Kobylka sága se zabořeným kladélkem do půdy
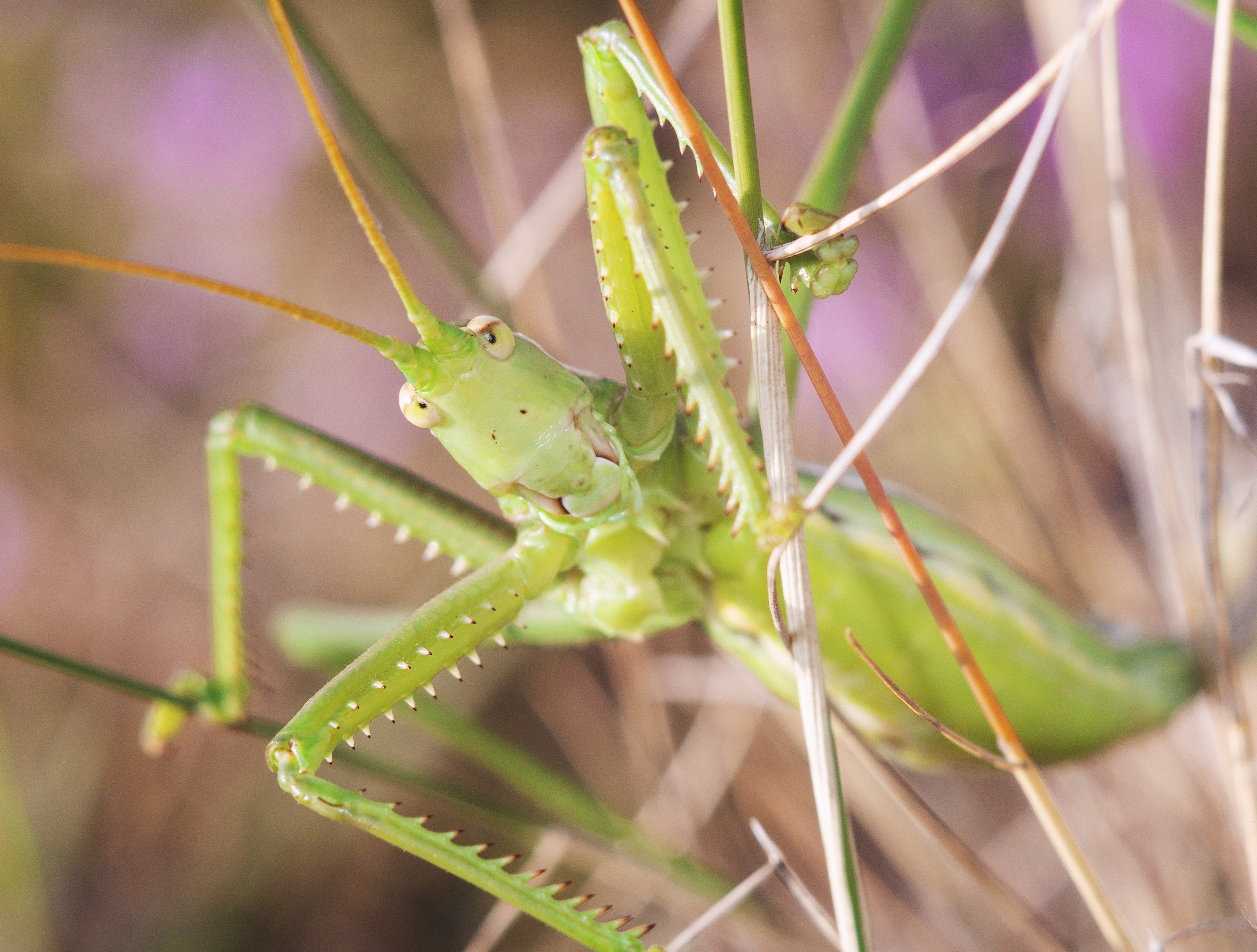
Dospělá kobylka sága
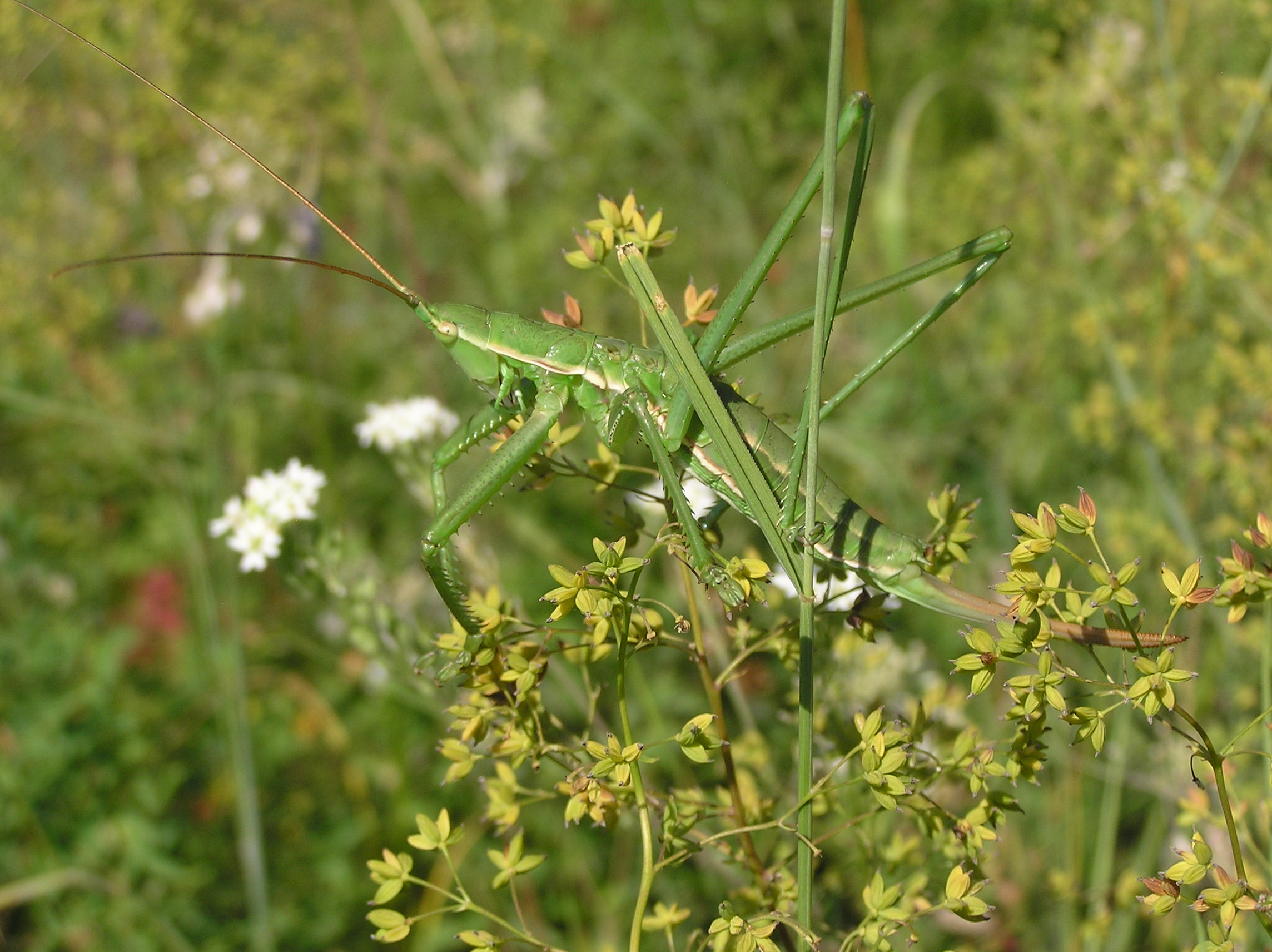
Snadno zaměnitelná kobylka sága díky účinnému maskování
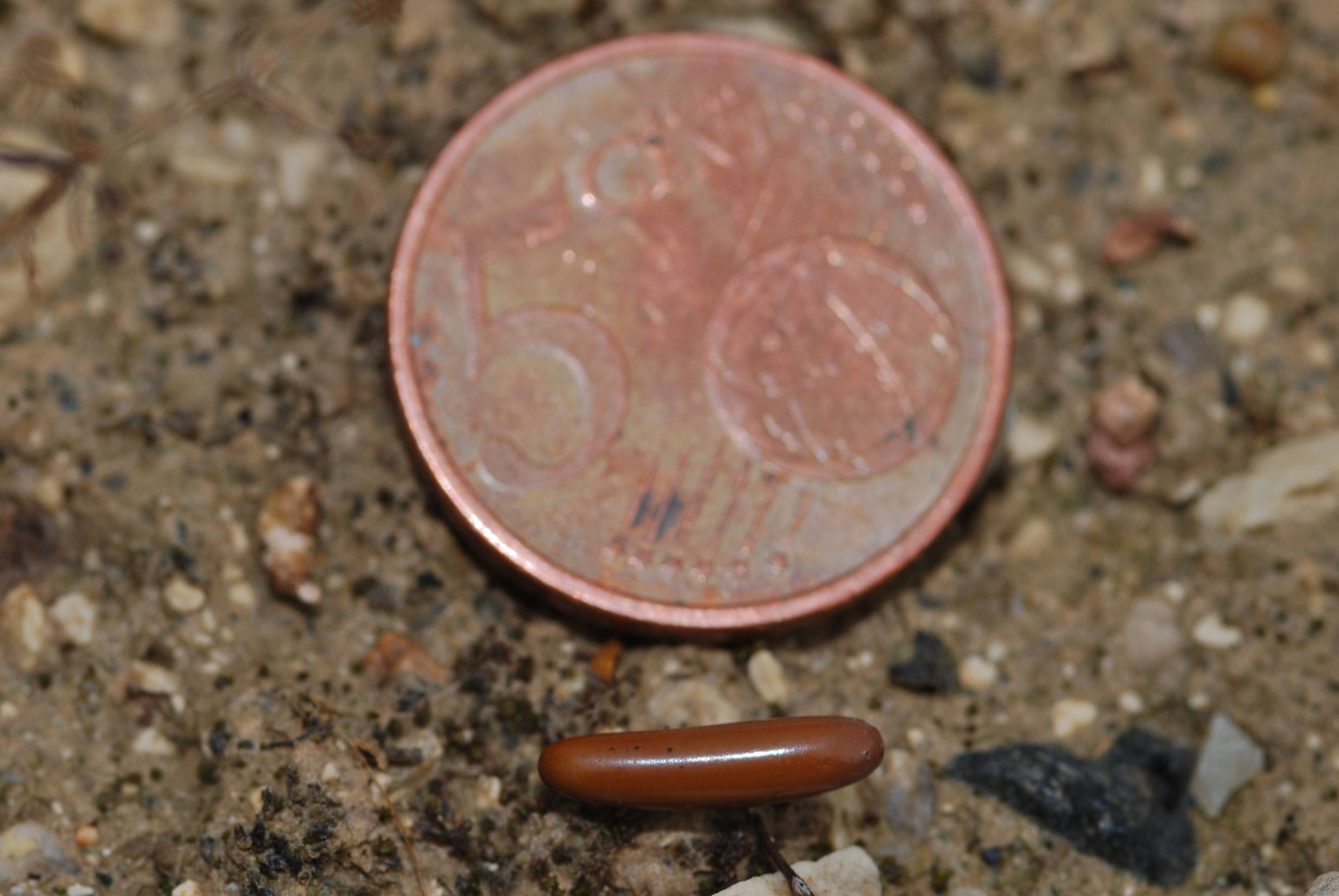
Vajíčko kobylky ságy v porovnání s pěti eurocentovou mincí o průměru 21,25 mm
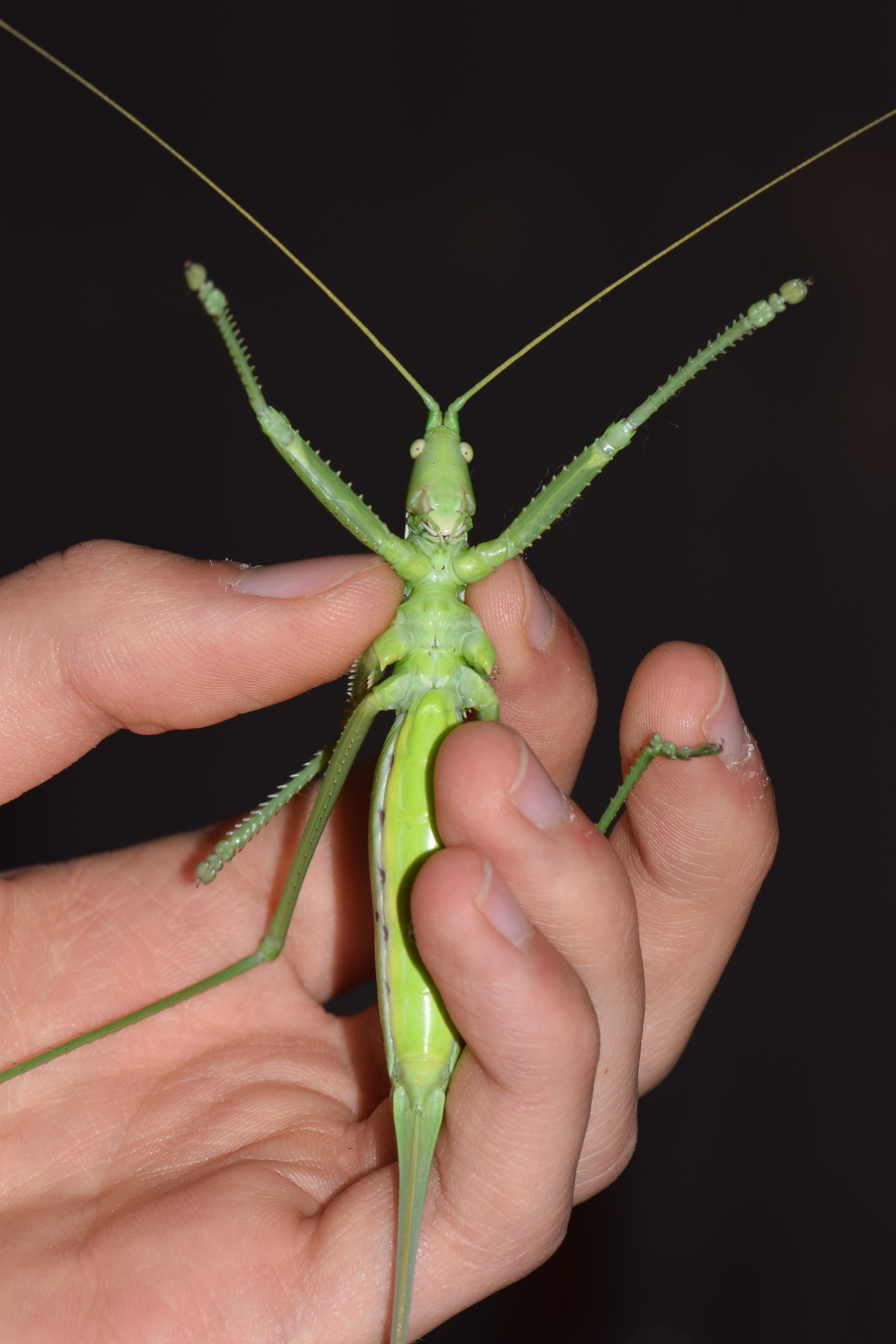
Kobylka sága v porovnání s lidskou rukou